# 格莫瑞
格莫瑞是所羅門七十二柱魔神中排第56位的魔神，位階公爵。又譯「吉蒙里」（Gremory）。骑骆驼。可通晓古今和预知未来，可探知被隐匿的宝物所在。

## 流行文化
- 在日本動漫畫《機動戰士GUNDAM 鐵血孤兒》外傳《月鋼》中為迪拉·拿迪拉駕駛機體的名字，機體編號（ASW-G-56）亦對應其在七十二柱魔神之中的排名，所屬方為末日號角的拿迪拉家族。上半身披着一套黑色的被稱為「納米披肩」的裝甲，不僅使外觀像死神之樣，更可發揮出比一般GUNDAM骨架型更具壓倒性的防禦力。
- 在日本輕小說作品《惡魔高校D×D》中為女主角莉雅絲家族的始祖。
- 《聖火降魔錄 風花雪月》中的一個最上級兵種。
- 日本遊戲《血咒之城：暗夜儀式》裡的一個高等女惡魔。